# Gerhard-Hess-Verlag
Der Gerhard-Hess-Verlag (kurz GHV, Eigenschreibweise Gerhard Hess Verlag) ist ein extrem rechter Buchverlag mit Sitz in Uhingen. Inhaber ist seit Anfang 2023 der AfD-Politiker Volker Münz.

## Geschichte
Der Verlag wurde 1946 mit Genehmigung des Office of Military Government for Germany (U.S.) von Gerhard Hess in Ulm gegründet. Horst Wörner, Verleger von 1994 bis 2022, verlegte 2004 den Geschäftssitz nach Bad Schussenried  und suchte ab 2017 einen Nachfolger, wofür er in der Jungen Freiheit, einem Sprachrohr der Neuen Rechten, inserierte. Diesen fand er 2023 in Volker Münz, laut Kontext: Wochenzeitung „einer der bekanntesten Vertreter der christlichen Rechten in der AfD“, in dessen Wohnort Uhingen der Verlag seither ansässig ist.

## Rezeption
In einem im März 2024 in der Kontext: Wochenzeitung veröffentlichten Artikel wirft der Publizist Lucius Teidelbaum dem Verlag, der eine „Sammlung aus rechten und reaktionären Inhalten“ vertreibe, „Vernetzung und Zusammenarbeit mit rechten Gruppen“ vor und verweist unter anderem auf Verbindungen zur neurechten Denkfabrik Studienzentrum Weikersheim und zur „rechts-ökologischen“ Herbert-Gruhl-Stiftung. Er habe sich bereits vor Münz’ Geschäftsübernahme der Alternative für Deutschland angenähert und etwa Schriften von AfD-Politikern publiziert. Teidelbaum hebt außerdem die Veröffentlichung einer Biografie des Neonazis Michael Kühnen, der Autobiografie des Rechtsterroristen und ehemaligen Anführers der Schwarzen Wölfe, Pierre Rieffel, sowie der deutschen Übersetzung eines Werkes des Vordenkers der französischen Nouvelle Droite Alain de Benoist durch den Verlag hervor.

## Veröffentlichungen (Auswahl)
- Mathilde Planck: Vom Sinn des Lebens. 1947.
- Ludwig Finckh: Rosengarten. 1953.
- Karl Heinrich von Neubronner: Der Löwenbrunnen. 1958.
- Herbert Walz: Frucht und Stachel. 1965.
- Fritz von Unruh: Friede in USA? Ein Traum. 1967.
- Ilse Hehn: Den Glanz abklopfen. Gedichte aus drei Jahrzehnten. 1998.
- Leopold Auburger: Die kroatische Sprache und der Serbokroatismus. 1999.
- Jost Bauch: Mythos und Entzauberung. Politische Mythologie der Moderne. 2014.
- Werner Bräuninger: Kühnen. Portrait einer deutschen Karriere. Die Biographie. 2016.
- Pierre Rieffel: Mein Leben für das Elsass. 2017.
- Jörg Meuthen, Rainer Rothfuß (Hrsg.): Europa. Zukunft sichern. 2019.
- Wilhelm von Gottberg: Friedrich von Berg. Berater des Kaisers. Eine kritische Biographie. 2022.
- Alain de Benoist: Wir und die anderen. Identität ohne Wunschdenken. 2023.